# Norm Hadley
Pour les articles homonymes, voir Hadley.

a Compétitions nationales et continentales officielles uniquement.

b Matchs officiels uniquement.
Dernière mise à jour le 10 octobre 2013.
Norman Hadley dit Norm Hadley, né le 2 décembre 1964 à Winnipeg et mort le 26 mars 2016 à Tokyo, est un joueur canadien de rugby à XV évoluant au poste de deuxième ligne. Il joue en équipe nationale du Canada de 1987 à 1994. 

## Biographie
Norm Hadley connaît quinze sélections internationales en équipe du Canada. Il fait ses débuts le 14 novembre 1987 contre les États-Unis. Sa dernière apparition a lieu le 17 décembre 1994 contre les Français. Il est capitaine à trois reprises (deux fois officiellement). Il joue notamment les quatre matchs de la Coupe du monde 1991 où le Canada se hisse en quart de finale.
Fils d'Anita Borradaile Hadley, il est le petit-fils du directeur de la photographie Osmond Borradaile (1898-1999).

## Statistiques en équipe nationale
- 15 sélections en équipe du Canada
- Nombre de sélections par année : 1 en 1987, 2 en 1989, 1 en 1990, 6 en 1991, 2 en 1992, 1 en 1994, 2 en 1994
- participation à la Coupe du monde 1991 (4 matchs disputés, 4 comme titulaire).